# Kleisslova vila
Kleisslova vila (někdy také nazývána „Lusthaus“) je součástí romantizujícího areálu staveb, který si pro sebe nechal postavit plzeňský obchodník Jan Kleissl.

## Architektura
Areál je kromě vily samotné tvořen ještě dvěma hospodářskými budovami, altánem a zahradou. Tento soukromý obytný areál byl součástí kolonie řadových dělnických domků. Celý komplex navrhl stavitel Tomáš Kilián v roce 1870 a tehdy také začala jeho výstavba, která trvala až do roku 1880. Název plzeňské čtvrti Na Janské, kde je komplex situován, vychází dle některých historických pramenů ze jména zakladatele Jana Kleissla, podle jiných pramenů je ale čtvrť nazvána podle sošky sv. Jana Nepomuckého, která byla na jednom z dělnických domků umístěna.
Samotná Kleisslova vila stojí uprostřed zahrady, po stranách jsou pak dvě symetricky řešená hospodářská stavení. Dvoupatrový altán je umístěn v západním cípu zahrady.
Vila stojí na ne zcela pravidelném obdélníkovém půdorysu. Na delších stranách je ukončena rizality s trojúhelníkovými štíty s kruhovými okénky, na kratších stranách pak jsou podobné rizality se štíty a okénky, ale užší. Hlavní vstup do budovy je v úrovni zvýšeného přízemí a vede k němu dvouramenné schodiště, které propojuje prostor interiéru vily s dvorem. Se zahradou je pak vila v zadní části propojena jednoramenným schodištěm a dřevěnou terasou. Na objektu můžeme rozpoznat klasicistní vlivy, někdy se hovoří o tzv. švýcarském stylu.
Na první pohled je patrné, že architektura vily i obslužných objektů připomíná nádražní budovy. Projektant Tomáš Kilián se totiž často zabýval návrhy dopravních stav a svoji zkušenost zřejmě přenesl i na soukromý obytný dům.

## Současnost
Zatímco vila a levá hospodářská budova byly ještě v roce 2009 využívány ke svým původním účelům, pravá hospodářská budova byla po povodni v roce 2002 rekonstruována na obytný dům. Altán je v procesu opravy. Komplex dělnické kolonie byl zčásti demolován a zčásti upraven, původní stylovou jednotu komplexu lze dnes rozeznat jen obtížně.